# Cerro el Potosí
El Cerro el Potosí, amb 3.720 msnm, és el punt culminant de la Sierra Madre Oriental, al nord-est de Mèxic. El cim es troba a l'estat de Nuevo León, a uns 80 km al sud de Monterrey.
Està format per pedra calcària i es caracteritza per una flora molt diversa, amb algunes espècies endèmiques, com ara el Pinus culminicola.
Amb un accés molt difícil en el passat a partir dels anys 60 del segle XX es va construir una estació repetidora de microones, cosa que va dur a construir una carretera fins al seu cim. L'any 2000 9,02 km2 dels vessants superiors de la muntanya foren designats reserva ecològica.